# Стёксово
Стёксово — село в Ардатовском районе Нижегородской области России. Административный центр Стёксовского сельсовета.

## Этимология
Существует несколько версий происхождения названия села. Согласно первой версии, оно является искажённым от Кстесово — под таким названием оно упоминается в Арзамасских поместных актах от 1612 года. В этом случае, название может происходить от эрзянского слова кста (кстэй) — «земляника». По другой версии, топоним может происходить от традиционного мордовского личного имени Стёкс (Сёксан, Стёкса) или от фамилии, производной от этого имени. Существует также версия о том, что село могло быть названо по существовавшему здесь когда-то болоту, из которого вытекали («стекали») несколько ручьёв, однако никаких признаков существования в этом месте болота не обнаружено, так что вероятно, эта версия является народной этимологией.

## Географическое положение
Село Стёксово находится на юго-западе Нижегородской области России, непосредственно примыкая с южной стороны к автомобильной дороге Ардатов — Арзамас. Административный центр муниципального округа Ардатов находится в 22 км к юго-западу от Стёксова. Село соединено шоссейными дорогами на севере с селом Писарево (расстояние 4 км), на востоке — с селом Виняево (5 км) и на западе — с селом Пашутино (2 км), а также просёлочными дорогами на севере — с деревней Кузгородью и на юго-востоке — с селом Виноградовкой (6 км). В селе и его окрестностях имеются несколько небольших озёр, а в 1 км к юго-востоку от него — река Иржа. Высота над уровнем моря около 157 метров.
Село Стёксово находится в часовой зоне МСК (московское время). Смещение применяемого времени относительно UTC составляет +3:00.

## Административная принадлежность
Село Стёксово является центром Стёксовского сельсовета, который входит в состав Ардатовского муниципального округа Нижегородской области Российской Федерации.

## Климат
Село находится в зоне умеренно-континентального климата, который характеризуется холодной продолжительной зимой и тёплым, но достаточно коротким летом. За год выпадает в среднем 450—550 мм осадков, из них 68 % — в виде дождя и 32 % — в виде снега. Среднегодовая относительная влажность воздуха — 76 %. Снежный покров достигает 50 см, а в особо снежные зимы может достигать одного метра и более.
Весна приходит резко, обычно к середине апреля, при этом вплоть до середины мая нередки заморозки. Лето сравнительно короткое и достаточно жаркое — в отдельные годы температура может достигать 36 °C. Шапка лета приходится на июль. В конце весны и лета нередки грозы — их может случаться до 20 за год, почти каждый год выпадает град. Осень приходит в сентябре и стоит до начала ноября, но уже в сентябре нередки заморозки. Зима наступает в начале ноября и продолжается до середины марта. Обычно первый снег выпадает в октябре и держится в течение пяти месяцев, сходит к 10—15 апреля. Почва промерзает на глубину 70—90 см.
Вегетационный период составляет 189 дней, продолжительность безморозного периода — 137 дней.

## Население
| Численность населения | Численность населения | Численность населения | Численность населения | Численность населения | Численность населения | Численность населения | Численность населения | Численность населения | Численность населения | Численность населения |
| 1785                  | 1859                  | 1890                  | 1897                  | 1916                  | 1978                  | 1992                  | 1999                  | 2002                  | 2010                  | 2021                  |
| --------------------- | --------------------- | --------------------- | --------------------- | --------------------- | --------------------- | --------------------- | --------------------- | --------------------- | --------------------- | --------------------- |
| 2175                  | ↘1435                 | ↗1731                 | ↘1322                 | ↗2108                 | ↘813                  | ↗818                  | ↘787                  | ↘750                  | ↘614                  | ↘571                  |

## Инфраструктура
В селе 9 улиц: Больничная, Захаровой, Зелёная, Молодёжная, Почтовая, Садовая, Чернягина и Школьная.

## Социальная сфера
В селе действуют школа, Богоявленская церковь, спортплощадка, Дом милосердия для инвалидов и престарелых, отделение пожарной охраны. Имеется Дом культуры, в здании которого находятся, в частности, почтовое отделение, фельдшерско-акушерский пункт, библиотека и полицейский участок. В центре села находится монумент односельчанам, погибшим в Великой Отечественной войне. 